# Revizionism
Revizionism este un cuvânt derivat din termenul latin revidere care înseamnă a revizui. 
Termenul de Revizionism (sinonim cu Bernsteinism) este o teorie lansată de Eduard Bernstein (n. 6 ianuarie  1850, Berlin - d. 18 decembrie 1932, Berlin), scriitor și politician socialist. În 1887 intră în legătură cu Friedrich Engels, la Londra. După 10 ani, Bernstein declară că teoria socială marxistă trebuie supusă unei revizuiri, punând astfel bazele revizionismului.
Revizionismul nu este o ideologie, nici o religie sau doctrină filosofică, ci o metodă critică de cercetare, aplicabilă în orice domeniu al cunoașterii. Știința nu are o condiție statică. Atunci când cercetările găsesc noi dovezi, sau când specialiștii descoperă erori în vechile teorii, acestea sunt fie schimbate, fie abandonate.

## Revizionismul istoric
Revizuirea teoriilor istorice este un act normal. Cu toate acestea, când revizuirea teoriilor istorice nu se face pe baza unor documente sau descoperiri arheologice noi, ci în folosul unor interese politice, ea nu mai este un act normal. Acest tip de revizuire a istoriei este cunoscut, în prezent, ca revizionism.
Referindu-se la revizionism, Nicolae Titulescu spunea: “Revizuirea nu este o soluție; ea consistă în a transporta răul pe care îl reprezintă o graniță din o parte în alta. Adevărata soluție e spiritualizarea constantă și progresivă a granițelor prin scăderea barierelor vamale și ușurarea traficului de oameni”.